# 카타바두더지쥐
카타바두더지쥐(Fukomys micklemi)는 뻐드렁니쥐과에 속하는 설치류의 일종이다. 잠비아의 토착종이다. 여러 단위로 무리를 이루며 지하에서 생활한다. 예전에는 다마랄랜드두더지쥐의 아종으로 간주되었다. 종소명은 남아프리카공화국의 군인 미클렘(Thomas Nathaniel Micklem)의 이름에서 유래했다.